# Tlidjene
Tlidjene è un comune dell'Algeria, situato nella provincia di Tébessa.